# Persone di nome César
| Questa pagina contiene informazioni ricavate automaticamente dalle voci biografiche con l'ausilio del template Bio e di un bot. L'aggiornamento è periodico e automatico e ricostruisce completamente la pagina. Se manca una persona in questa lista, sei pregato di non aggiungerla, ma accertati piuttosto che la sua voce biografica contenga il template Bio e che i dati anagrafici siano correttamente compilati. Se il template Bio manca, inseriscilo tu stesso o, in alternativa, metti l'avviso {{tmp\|Bio}} che ne segnala la mancanza. Se i dati riportati sono sbagliati, correggi direttamente la voce biografica; le modifiche saranno visibili in questa lista entro pochi giorni. Per chiarimenti vedi il progetto antroponimi. La lista contiene solo le 181 persone che sono citate nell'enciclopedia e per le quali è stato implementato correttamente il template Bio. Pagina aggiornata al 6 ago 2025. |

Questa è una lista di persone presenti nell'enciclopedia che hanno il nome César, suddivise per attività principale.

## Allenatori di calcio(10)
- César Baena, allenatore di calcio e ex calciatore venezuelano (Caracas, n. 1961)
- César Ricardo de Lucena, allenatore di calcio e ex calciatore brasiliano (Guarulhos, n. 1980)
- César Vinício Cervo de Luca, allenatore di calcio, dirigente sportivo e ex calciatore brasiliano (Rio de Janeiro, n. 1979)
- César Farías, allenatore di calcio venezuelano (Cumaná, n. 1973)
- César Ferrando, allenatore di calcio e ex calciatore spagnolo (Tavernes de la Valldigna, n. 1959)
- César Láinez, allenatore di calcio e ex calciatore spagnolo (Saragozza, n. 1977)
- César Laraignée, allenatore di calcio e ex calciatore argentino (Buenos Aires, n. 1949)
- César López Fretes, allenatore di calcio e calciatore paraguaiano (Asunción, n. 1923 - Pereira, † 2001)
- César Santin, allenatore di calcio e ex calciatore brasiliano (Jacutinga, n. 1981)
- César Vega, allenatore di calcio e ex calciatore uruguaiano (Montevideo, n. 1959)

## Allenatori di pallacanestro(1)
- César Guidetti, allenatore di pallacanestro brasiliano (São Bernardo do Campo, n. 1970)

## Arbitri di calcio(2)
- César Ramos Palazuelos, arbitro di calcio messicano (Culiacán, n. 1983)
- César Soto Grado, arbitro di calcio spagnolo (Candeleda, n. 1980)

## Architetti(2)
- César Daly, architetto francese (Verdun, n. 1811 - Wissous, † 1894)
- César Pelli, architetto argentino (San Miguel de Tucumán, n. 1926 - New Haven, † 2019)

## Artisti(1)
- César Manrique, artista e architetto spagnolo (Haría, n. 1919 - Teguise, † 1992)

## Attori(3)
- César Capilla, attore, regista e doppiatore spagnolo (Madrid, n. 1974)
- César Troncoso, attore uruguaiano (Montevideo, n. 1963)
- César Vea, attore e produttore cinematografico spagnolo (Logroño, n. 1965)

## Attori teatrali(1)
- César Brie, attore teatrale, regista teatrale e drammaturgo argentino (Buenos Aires, n. 1954)

## Biochimici(1)
- César Milstein, biochimico argentino (Bahía Blanca, n. 1927 - Cambridge, † 2002)

## Canoisti(1)
- César De Cesare, canoista argentino (Morón, n. 1980)

## Cardinali(1)
- César d'Estrées, cardinale e vescovo cattolico francese (Parigi, n. 1628 - Abbazia di Saint-Germain-des-Prés, † 1714)

## Cestisti(11)
- César Arranz, ex cestista spagnolo (Talavera de la Reina, n. 1969)
- César Bocachica, ex cestista portoricano (Ponce, n. 1938)
- Augusto Carvacho, cestista cileno (Recoleta, n. 1914 - Talca, † 2006)
- César Augusto Sebba, ex cestista brasiliano (Goiânia, n. 1945)
- César Fantauzzi, ex cestista portoricano (n. 1957)
- César García, cestista venezuelano (Caracas, n. 1990)
- César Herrera, ex cestista messicano (Ciudad Juárez, n. 1930)
- César Portillo, ex cestista venezuelano (Barcelona, n. 1968)
- César Sanmartín, ex cestista spagnolo (Barcellona, n. 1975)
- César Valdés, ex cestista cubano (San Juan y Martínez, n. 1942)
- César Vittorelli, cestista peruviano (Miraflores, n. 1946 - † 2023)

## Chirurghi(1)
- César Roux, chirurgo svizzero (Mont-la-Ville, n. 1857 - Losanna, † 1934)

## Ciclisti su strada(1)
- César Garin, ciclista su strada italiano (Arvier, n. 1879 - Parigi, † 1951)

## Compositori(1)
- César Franck, compositore e organista belga (Liegi, n. 1822 - Parigi, † 1890)

## Direttori della fotografia(1)
- César Charlone, direttore della fotografia uruguaiano (Montevideo, n. 1958)

## Dirigenti d'azienda(1)
- César Alierta, dirigente d'azienda spagnolo (Saragozza, n. 1945 - Saragozza, † 2024)

## Dirigenti sportivi(3)
- César Aparecido Rodrigues, dirigente sportivo, allenatore di calcio e ex calciatore brasiliano (San Paolo, n. 1974)
- César Salinas, dirigente sportivo boliviano (Caquiaviri, n. 1962 - La Paz, † 2020)
- César Sánchez, dirigente sportivo e ex calciatore spagnolo (Cáceres, n. 1971)

## Filosofi(1)
- César Chesneau Dumarsais, filosofo e grammatico francese (Marsiglia, n. 1676 - Parigi, † 1756)

## Generali(2)
- César Benavides, generale e politico cileno (Santiago del Cile, n. 1912 - Santiago del Cile, † 2011)
- César de Choiseul, generale e diplomatico francese (Parigi, n. 1598 - Parigi, † 1675)

## Giocatori di baseball(1)
- César Puello, giocatore di baseball dominicano (La Romana, n. 1991)

## Giocatori di beach soccer(1)
- César Andrés Mendoza, giocatore di beach soccer argentino (n. 1983)

## Giocatori di calcio a 5(1)
- César Mejía, giocatore di calcio a 5 colombiano (Bello, n. 1989)

## Hockeisti su pista(1)
- César Carballeira, hockeista su pista spagnolo (La Coruña, n. 1996)

## Imprenditori(1)
- César Ritz, imprenditore svizzero (Niederwald, n. 1850 - Küssnacht am Rigi, † 1918)

## Microbiologi(1)
- César Nombela Cano, microbiologo spagnolo (Carriches, n. 1946 - Madrid, † 2022)

## Musicisti(1)
- César López, musicista colombiano (Bogotà, n. 1973)

## Nuotatori(1)
- César Cielo Filho, nuotatore brasiliano (Santa Bárbara d'Oeste, n. 1987)

## Pallanuotisti(1)
- César Vásquez, pallanuotista argentino (n. 1902)

## Personaggi televisivi(1)
- César Millán, personaggio televisivo e scrittore messicano (Culiacán, n. 1969)

## Pittori(2)
- Henry Cros, pittore, scultore e ceramista francese (Narbonne, n. 1840 - Sèvres, † 1907)
- César Álvarez Dumont, pittore spagnolo (Vila Real de Santo António, n. 1866 - Marbella, † 1945)

## Poeti(2)
- César Moro, poeta e pittore peruviano (Lima, n. 1903 - Lima, † 1956)
- César Vallejo, poeta e scrittore peruviano (Santiago de Chuco, n. 1892 - Parigi, † 1938)

## Politici(3)
- Bernardo Arévalo, politico e diplomatico guatemalteco (Montevideo, n. 1958)
- César Borges, politico brasiliano (Salvador, n. 1948)
- César Gaviria, politico e economista colombiano (Pereira, n. 1947)

## Presbiteri(1)
- César de Bus, presbitero francese (Cavaillon, n. 1544 - Avignone, † 1607)

## Registi(2)
- César Ardavin, regista e sceneggiatore spagnolo (Madrid, n. 1923 - Boadilla del Monte, † 2002)
- César Meneghetti, regista e artista brasiliano (San Paolo, n. 1964)

## Rugbisti a 15(1)
- César Sempere, ex rugbista a 15 e imprenditore spagnolo (La Vila Joiosa, n. 1984)

## Scacchisti(1)
- César Boutteville, scacchista francese (Hanoi, n. 1917 - Versailles, † 2015)

## Schermidori(1)
- César Aguilera, ex schermidore cubano

## Scrittori(3)
- César Pérez Gellida, scrittore spagnolo (Valladolid, n. 1974)
- César Vidal, scrittore, storico e giornalista spagnolo (Madrid, n. 1958)
- César de Notre-Dame, scrittore e pittore francese (Salon-de-Provence, n. 1553 - † 1629)

## Scultori(1)
- César Baldaccini, scultore francese (Marsiglia, n. 1921 - Parigi, † 1998)

## Sindacalisti(1)
- César Chávez, sindacalista e attivista statunitense (Yuma, n. 1927 - San Luis, † 1993)

## Storici(1)
- César Vichard de Saint-Réal, storico, abate e scrittore francese (Chambéry, n. 1639 - Chambéry, † 1692)

## Tennisti(1)
- César Kist, ex tennista brasiliano (Santa Cruz do Sul, n. 1964)

## Tiratori a volo(1)
- César Bettex, tiratore a volo francese (Yverdon-les-Bains, n. 1863)

## Tuffatori(1)
- César Castro, tuffatore brasiliano (Brasilia, n. 1982)

## Vescovi cattolici(2)
- César Augusto Franco Martínez, vescovo cattolico spagnolo (Piñuécar-Gandullas, n. 1948)
- César Ramón Ortega Herrera, vescovo cattolico venezuelano (Salom, n. 1938 - Valencia, † 2021)

## Violinisti(1)
- César Thomson, violinista, docente e compositore belga (Liegi, n. 1857 - Bissone, † 1931)

## Wrestler(1)
- Silver King, wrestler e attore messicano (Torréon, n. 1968 - Londra, † 2019)